# Lista över dammedaljörer i slalomvärldsmästerskapen i kajak
Detta är en lista över samtliga medaljörer i kajak på damsidan i slalomvärldsmästerskapen i kanotsport.

## K-1
| Spel                   | Guld                      | Silver                       | Brons                          |
| Genève 1949            | Heidi Pillwein (AUT)      | Fritzi Schwingl (AUT)        | Gerti Pertlwieser (AUT)        |
| Steyr 1951             | Gerti Pertlwieser (AUT)   | Fritzi Schwingl (AUT)        | Anni Reifinger (FRG)           |
| Meran 1953             | Fritzi Schwingl (AUT)     | Eva Setzkorn (GDR)           | Dana Martanová (TCH)           |
| Tacen 1955             | Rosemarie Biesinger (FRG) | Karin Tietze (GDR)           | Eva Setzkorn (GDR)             |
| Augsburg 1957          | Brigitte Magnus (GDR)     | Eva Setzkorn (GDR)           | Anneliese Seidel (GDR)         |
| Genève 1959            | Hilde Urbaniak (FRG)      | Anneliese Bauer (GDR)        | Inge Walthemate (FRG)          |
| Hainsberg 1961         | Ludmila Veberová (TCH)    | Anneliese Bauer (GDR)        | Ute Strompel (GDR)             |
| Spittal 1963           | Ludmila Veberová (TCH)    | Ursula Gläser (GDR)          | Jana Zvěřinová (TCH)           |
| Spittal 1965           | Ursula Gläser (GDR)       | Lia Merkel (GDR)             | Bärbel Körner (FRG)            |
| Lipno 1967             | Ludmila Polesná (TCH)     | Lia Merkel (GDR)             | Bärbel Richter (GDR)           |
| Bourg St.-Maurice 1969 | Ludmila Polesná (TCH)     | Ulrike Deppe (FRG)           | Jana Zvěřinová (TCH)           |
| Meran 1971             | Angelika Bahmann (GDR)    | Ludmila Polesná (TCH)        | Veronika Stampe (GDR)          |
| Muotathal 1973         | Sybille Spindler (GDR)    | Maria Ćwiertniewicz (POL)    | Martina Falke (GDR)            |
| Skopje 1975            | Maria Ćwiertniewicz (POL) | Ulrike Deppe (FRG)           | Angelika Bahmann (GDR)         |
| Spittal 1977           | Angelika Bahmann (GDR)    | Petra Krol (GDR)             | Linda Harrison (USA)           |
| Jonquière 1979         | Cathy Hearn (USA)         | Elizabeth Sharman (GBR)      | Linda Harrison (USA)           |
| Bala 1981              | Ulrike Deppe (FRG)        | Cathy Hearn (USA)            | Jocelyne Roupioz (FRA)         |
| Meran 1983             | Elizabeth Sharman (GBR)   | Jane Roderick (GBR)          | Marie-Françoise Grange (FRA)   |
| Augsburg 1985          | Margit Messelhäuser (FRG) | Marie-Françoise Grange (FRA) | Gail Allen (GBR)               |
| Bourg St.-Maurice 1987 | Elizabeth Sharman (GBR)   | Myriam Jerusalmi (FRA)       | Elisabeth Micheler (FRG)       |
| Savage River 1989      | Myriam Jerusalmi (FRA)    | Dana Chladek (USA)           | Cathy Hearn (USA)              |
| Tacen 1991             | Elisabeth Micheler (GER)  | Dana Chladek (USA)           | Kordula Striepecke (GER)       |
| Mezzana 1993           | Myriam Jerusalmi (FRA)    | Anne Boixel (FRA)            | Marianne Agulhon (FRA)         |
| Nottingham 1995        | Lynn Simpson (GBR)        | Anne Boixel (FRA)            | Kordula Striepecke (GER)       |
| Três Coroas 1997       | Brigitte Guibal (FRA)     | Štěpánka Hilgertová (CZE)    | Cathy Hearn (USA)              |
| La Seu d'Urgell 1999   | Štěpánka Hilgertová (CZE) | Beata Grzesik (POL)          | Sandra Friedli (SUI)           |
| Bourg St.-Maurice 2002 | Rebecca Giddens (USA)     | Mandy Planert (GER)          | Maria Cristina Giai Pron (ITA) |
| Augsburg 2003          | Štěpánka Hilgertová (CZE) | Jennifer Bongardt (GER)      | Rebecca Giddens (USA)          |
| Penrith 2005           | Elena Kaliská (SVK)       | Mandy Planert (GER)          | Peggy Dickens (FRA)            |
| Prag 2006              | Jana Dukátová (SVK)       | Fiona Pennie (GBR)           | Jennifer Bongardt (GER)        |
| Foz do Iguaçu 2007     | Jennifer Bongardt (GER)   | Elena Kaliská (SVK)          | Štěpánka Hilgertová (CZE)      |
| La Seu d'Urgell 2009   | Jasmin Schornberg (GER)   | Maialen Chourraut (ESP)      | Elizabeth Neave (GBR)          |
| Tacen 2010             | Corinna Kuhnle (AUT)      | Jana Dukátová (SVK)          | Violetta Oblinger-Peters (AUT) |
| Bratislava 2011        | Corinna Kuhnle (AUT)      | Jana Dukátová (SVK)          | Maialen Chourraut (ESP)        |
| Prag 2013              | Émilie Fer (FRA)          | Nouria Newman (FRA)          | Jasmin Schornberg (GER)        |
| Deep Creek Lake 2014   | Jessica Fox (AUS)         | Fiona Pennie (GBR)           | Melanie Pfeifer (GER)          |
| London 2015            | Kateřina Kudějová (CZE)   | Ricarda Funk (GER)           | Melanie Pfeifer (GER)          |
| Pau 2017               | Jessica Fox (AUS)         | Jana Dukátová (SVK)          | Ricarda Funk (GER)             |
| Rio de Janeiro 2018    | Jessica Fox (AUS)         | Mallory Franklin (GBR)       | Ricarda Funk (GER)             |
| La Seu d'Urgell 2019   | Eva Terčelj (SLO)         | Jessica Fox (AUS)            | Luuka Jones (NZL)              |

## K-1 lag
| Spel                   | Guld                                                                  | Silver                                                                   | Brons                                                                      |
| Genève 1949            | Heidi Pillwein Fritzi Schwingl Gerti Pertlwieser Österrike            | Marie Fromaigeat Elsa Oderholz Janine Maulet Schweiz                     | –                                                                          |
| Steyr 1951             | Gerti Pertlwieser Fritzi Schwingl Heidi Pillwein Österrike            | Anni Reifinger Liesl Fischer Anni Anwander Västtyskland                  | Eva Speck Elsa Oderholz Madeleine Zimmermann Schweiz                       |
| Meran 1953             | Jaroslava Havlová Dana Martanová Květa Havlová Tjeckoslovakien        | Anneliese Borwitz Eveline Pawliczek Eva Setzkorn Östtyskland             | Ulrike Werner Gertrude Will Fritzi Schwingl Österrike                      |
| Tacen 1955             | Eva Setzkorn Elfriede Hugo Karin Tietze Östtyskland                   | Rosemarie Biesinger Anni Reifinger Hanni Schulte Västtyskland            | Jaroslava Havlová Květa Havlová Renata Knýová Tjeckoslovakien              |
| Augsburg 1957          | Elfriede Hugo Eva Setzkorn Brigitte Magnus Östtyskland                | Inge Walthemate Rosemarie Biesinger Hanni Schulte Västtyskland           | Hella Philips Gertrude Stöllner Fritzi Schwingl Österrike                  |
| Genève 1959            | Ursula Gläser Eva Setzkorn Elfriede Hugo Östtyskland                  | –                                                                        | –                                                                          |
| Spittal 1963           | Anneliese Bauer Ursula Gläser Lia Merkel Östtyskland                  | Jana Zvěřinová Renata Knýová Ludmila Veberová Tjeckoslovakien            | –                                                                          |
| Spittal 1965           | Ursula Gläser Bärbel Richter Lia Merkel Östtyskland                   | Bohumila Kapplová Renata Knýová Ludmila Polesná Tjeckoslovakien          | Heide Boikat Bärbel Körner Kirsten Schmidt Västtyskland                    |
| Lipno 1967             | Bärbel Richter Dagmar Sickert Helga Luber Östtyskland                 | Jana Zvěřinová Bohumila Kapplová Ludmila Polesná Tjeckoslovakien         | Bärbel Körner Heide Schröter Kirsten Stumpf Västtyskland                   |
| Bourg St.-Maurice 1969 | Ulrike Deppe Bärbel Körner Brigitte Schwack Västtyskland              | Bohumila Kapplová Ludmila Polesná Jana Zvěřinová Tjeckoslovakien         | –                                                                          |
| Meran 1971             | Angelika Bahmann Veronika Stampe Dagmar Kriste Östtyskland            | Ursula Heinrich Ulrike Deppe Bärbel Körner Västtyskland                  | Bohumila Kapplová Ludmila Polesná Irena Komancová Tjeckoslovakien          |
| Muotathal 1973         | Candice Clark Louise Holcombe Lynn Ashton USA                         | Elisabeth Käser Danielle Kamber Eva Karel Schweiz                        | Sybille Spindler Marion Bauman Martina Falke Östtyskland                   |
| Skopje 1975            | Elisabeth Käser Danielle Kamber Cornelia Bachofner Schweiz            | Angelika Bahmann Petra Krol Marion Bauman Östtyskland                    | Ludmila Polesná Bohumila Kapplová Jana Kubovčáková Tjeckoslovakien         |
| Spittal 1977           | Elisabeth Käser Kathrin Weiss Claire Costa Schweiz                    | Angelika Bahmann Birgit Feydt Petra Krol Östtyskland                     | Cathy Hearn Jean Campbell Linda Harrison USA                               |
| Jonquière 1979         | Cathy Hearn Linda Harrison Becky Judd USA                             | Ulrike Deppe Elke Dietze Gabriele Köllmann Västtyskland                  | Kathrin Weiss Sabine Weiss Alena Kucera Schweiz                            |
| Bala 1981              | Ulrike Deppe Susanne Erbers Gabriele Köllmann Västtyskland            | Elizabeth Sharman Jane Roderick Susan Small Storbritannien               | Linda Harrison Cathy Hearn Yuri Kusuda USA                                 |
| Meran 1983             | Marie-Françoise Grange Sylvie Arnaud Myriam Jerusalmi Frankrike       | Elizabeth Sharman Jane Roderick Susan Garriock Storbritannien            | Marcela Košťálová Eva Stavařová Marcela Kubričanová Tjeckoslovakien        |
| Augsburg 1985          | Sylvie Arnaud Marie-Françoise Grange Myriam Jerusalmi Frankrike       | Gabi Schmid Margit Messelhäuser Ulla Steinle Västtyskland                | Elizabeth Sharman Gail Allen Karen Davies Storbritannien                   |
| Bourg St.-Maurice 1987 | Margit Messelhäuser Ulla Steinle Elisabeth Micheler Västtyskland      | Myriam Jerusalmi Marie-Françoise Grange-Prigent Sylvie Arnaud Frankrike  | Cathy Hearn Dana Chladek Maylon Hanold USA                                 |
| Savage River 1989      | Myriam Jerusalmi Marie-Françoise Grange-Prigent Anne Boixel Frankrike | Dana Chladek Cathy Hearn Jennifer Stone USA                              | Zdenka Grossmannová Štěpánka Hilgertová Marcela Hilgertová Tjeckoslovakien |
| Tacen 1991             | Myriam Jerusalmi Anouk Loubie Marianne Agulhon Frankrike              | Zdenka Grossmannová Štěpánka Hilgertová Marcela Sadilová Tjeckoslovakien | Kirsten Brown-Fleshman Dana Chladek Kara Ruppel USA                        |
| Mezzana 1993           | Myriam Jerusalmi Sylvie Lepeltier Anne Boixel Frankrike               | Jana Freeburn Cathy Hearn Dana Chladek USA                               | Maria Lund Rachel Crosbee Lynn Simpson Storbritannien                      |
| Nottingham 1995        | Anne Boixel Myriam Fox-Jerusalmi Isabelle Despres Frankrike           | Lynn Simpson Rachel Crosbee Heather Corrie Storbritannien                | Evi Huss Elisabeth Micheler-Jones Kordula Striepecke Tyskland              |
| Três Coroas 1997       | Evi Huss Kordula Striepecke Mandy Planert Tyskland                    | Anouk Loubie Anne Boixel Brigitte Guibal Frankrike                       | Rachel Crosbee Lynn Simpson Heather Corrie Storbritannien                  |
| La Seu d'Urgell 1999   | Susanne Hirt Evi Huss Mandy Planert Tyskland                          | Mary Marshall Seaver Rebecca Bennett Sarah Leith USA                     | Heather Corrie Rachel Crosbee Amy Casson Storbritannien                    |
| Bourg St.-Maurice 2002 | Aline Tornare Mathilde Pichery Anne-Lise Bardet Frankrike             | Marie Řihošková Marcela Sadilová Irena Pavelková Tjeckien                | Helen Reeves Laura Blakeman Heather Corrie Storbritannien                  |
| Augsburg 2003          | Štěpánka Hilgertová Vanda Semerádová Irena Pavelková Tjeckien         | Jennifer Bongardt Claudia Bär Mandy Planert Tyskland                     | Helen Reeves Heather Corrie Laura Blakeman Storbritannien                  |
| Penrith 2005           | Irena Pavelková Marcela Sadilová Štěpánka Hilgertová Tjeckien         | Heather Corrie Kimberley Walsh Laura Blakeman Storbritannien             | Julia Schmid Corinna Kuhnle Violetta Oblinger-Peters Österrike             |
| Prag 2006              | Mathilde Pichery Émilie Fer Marie Gaspard Frankrike                   | Štěpánka Hilgertová Irena Pavelková Marie Řihošková Tjeckien             | Jennifer Bongardt Claudia Bär Jasmin Schornberg Tyskland                   |
| Foz do Iguaçu 2007     | Jennifer Bongardt Mandy Planert Jasmin Schornberg Tyskland            | Štěpánka Hilgertová Irena Pavelková Marcela Sadilová Tjeckien            | Fiona Pennie Laura Blakeman Elizabeth Neave Storbritannien                 |
| La Seu d'Urgell 2009   | Elizabeth Neave Louise Donington Laura Blakeman Storbritannien        | Jana Dukátová Elena Kaliská Gabriela Stacherová Slovakien                | Jasmin Schornberg Claudia Bär Jacqueline Horn Tyskland                     |
| Tacen 2010             | Štěpánka Hilgertová Irena Pavelková Marie Řihošková Tjeckien          | Jennifer Bongardt Jasmin Schornberg Melanie Pfeifer Tyskland             | Eva Terčelj Nina Mozetič Urša Kragelj Slovenien                            |
| Bratislava 2011        | Elena Kaliská Jana Dukátová Dana Mann Slovakien                       | Štěpánka Hilgertová Irena Pavelková Kateřina Kudějová Tjeckien           | Jasmin Schornberg Melanie Pfeifer Claudia Bär Tyskland                     |
| Prag 2013              | Štěpánka Hilgertová Kateřina Kudějová Eva Ornstová Tjeckien           | Jasmin Schornberg Claudia Bär Cindy Pöschel Tyskland                     | Urša Kragelj Eva Terčelj Ajda Novak Slovenien                              |
| Deep Creek Lake 2014   | Carole Bouzidi Nouria Newman Émilie Fer Frankrike                     | Corinna Kuhnle Lisa Leitner Viktoria Wolffhardt Österrike                | Elena Kaliská Jana Dukátová Kristína Nevařilová Slovakien                  |
| London 2015            | Kateřina Kudějová Veronika Vojtová Štěpánka Hilgertová Tjeckien       | Fiona Pennie Kimberley Woods Elizabeth Neave Storbritannien              | Carole Bouzidi Marie-Zélia Lafont Émilie Fer Frankrike                     |
| Pau 2017               | Jasmin Schornberg Ricarda Funk Lisa Fritsche Tyskland                 | Corinna Kuhnle Lisa Leitner Viktoria Wolffhardt Österrike                | Jessica Fox Rosalyn Lawrence Kate Eckhardt Australien                      |
| Rio de Janeiro 2018    | Lucie Baudu Marie-Zélia Lafont Camille Prigent Frankrike              | Ricarda Funk Jasmin Schornberg Lisa Fritsche Tyskland                    | Mallory Franklin Fiona Pennie Kimberley Woods Storbritannien               |
| La Seu d'Urgell 2019   | Mallory Franklin Fiona Pennie Kimberley Woods Storbritannien          | Kateřina Kudějová Veronika Vojtová Amálie Hilgertová Tjeckien            | Ekaterina Perova Marta Kharitonova Alsu Minazova Ryssland                  |

## K-1 Extreme
| Spel                | Guld                     | Silver                   | Brons                    |
| Pau 2017            | Caroline Trompeter (GER) | Ana Sátila (BRA)         | Amálie Hilgertová (CZE)  |
| Rio de Janeiro 2018 | Ana Sátila (BRA)         | Martina Wegman (NED)     | Polina Mukhgaleeva (RUS) |
| Prag 2019           | Veronika Vojtová (CZE)   | Polina Mukhgaleeva (RUS) | Caroline Trompeter (GER) |